# Papilio fuelleborni
Papilio fuelleborni là một loài bướm thuộc họ Bướm phượng (Papilionidae). 
Loài Papilio fuelleborni được mô tả năm 1900 bởi Karsch. Loài bướm Papilio fuelleborni sinh sống ở .

## Hình ảnh

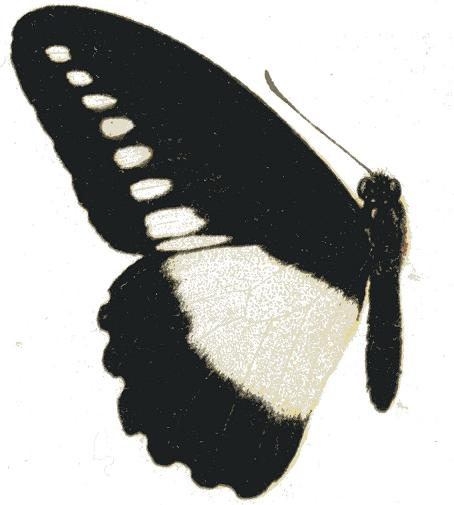